# Şehzade Bayezid (figlio di Solimano il Magnifico)
Şehzade Bayezid (Costantinopoli, 1527 – Qazvin, 25 settembre 1561) è stato un principe ottomano, figlio di Solimano il Magnifico e Hürrem Sultan, che tentò l'ascesa al trono dell'Impero ottomano.

## Biografia
Bayezid era figlio di Solimano I (1494–1566), noto come il Magnifico, e della sua favorita e successivamente moglie legale, Hürrem Sultan. 
Come d'uso nella corte, i principi ottomani venivano nominati a governare delle province dell'impero allo scopo di fare esperienza. Bayezid divenne governatore in una provincia anatolica (sanjak). Successivamente, durante la dodicesima campagna di suo padre a Nakhchivan, parte del moderno Azerbaijan, nel 1553, gli fu assegnato il governo di Edirne, la capitale ottomana nella zona europea, per controllare Rumelia, territorio europeo dell'impero durante l'assenza del padre. Nel corso della campagna, il fratello maggiore di Bayezid, Mustafa, venne ucciso per ordine del sultano. La notizia dell'esecuzione causò agitazione in tutte le parti dell'impero e un impostore, sostenendo di essere il Mustafa ucciso, si ribellò contro Solimano in Rumelia. Anche se la rivolta venne sedata da un visir, Solimano sospettò che suo figlio Bayezid era stato volutamente lento a reagire.

## Ribellione
Solimano ebbe otto figli maschi e due femmina, ma solo cinque figli e una figlia sopravvissero. Di questi, dopo la morte di Mehmed, la condanna a morte di Mustafa (1553), e la morte di Cihangir, il fratello più giovane, da sempre in cattiva salute, erano restati solo due pretendenti al trono: il principe Selim, secondo figlio di Hürrem e quinto figlio di Solimano, e il principe Bayezid, penultimo figlio di Hürrem e Solimano. Selim era il governatore di Manisa e Bayezid quello di Kütahya, due città site pressoché alla stessa distanza da Costantinopoli, la capitale.
Solimano aveva intorno a sessant'anni, e la competizione dei due fratelli per l'ascesa al trono era evidente. Solimano rimproverò i suoi figli e decise di cambiare le loro sedi. Selim venne assegnato a governare Konya e Bayezid fu destinato ad Amasya, entrambe le province essendo questa volta più lontane da Costantinopoli, ma ancora equidistanti. Selim si affrettò ad obbedire e prontamente si trasferì a Konya, ma con grande costernazione di suo padre, Bayezid obbedì solo dopo molte esitazioni, perché Amasya era il territorio governato dal suo fratello ucciso Mustafa, ed egli prese ciò come un'umiliazione. Irritato, Solimano accusò Bayezid di essere un ribelle e sostenne suo figlio maggiore Selim contro il disobbediente Bayezid. Selim in collaborazione con Sokollu Mehmed Pascià, il futuro gran visir, sconfisse il fratello in una battaglia nei pressi di Konya il 31 maggio, 1559.

## Dopo la ribellione
Bayezid ritornò ad Amasya e fuggì rifugiandosi presso l'impero persiano con i suoi figli ed un piccolo esercito. Secondo lo storico Murat Bardakçı, Sokullu Mehmet Pasha inviò un esercito ad inseguire Bayazıt, esercito che venne sconfitto dalle forze di Bayazıt. Anche se lo scià Tahmasp I inizialmente accolse Bayezid, in seguito lo imprigionò su richiesta del sultano Solimano. Sia Solimano sia Selim inviarono una missione in Persia per convincere lo Scià a mettere a morte Bayezid. Infine, il 25 settembre 1561, Bayezid e i suoi quattro figli vennero giustiziati in Persia da un boia ottomano. Venne sepolto a Sivas, nel mausoleo Melik-i Acem.

## Famiglia
Bayezid aveva almeno undici figli, sette maschi e quattro femmine. I registri della borsa indicano che erano tutti fratellastri, ad eccezione di Şehzade Osman e Şehzade Mahmud. Non si conosce il nome di nessuna delle sue concubine

### Figli
Bayezid aveva almeno sette figli. I cinque ancora vivi nel settembre 1561 vennero giustiziati col padre.   
- Şehzade Orhan (1544, Karaman - 25 settembre 1561, Qazvin, sepolto nel mausoleo di Melik-i Acem, Sivas). Descritto come "sorprendentemente bello", fu istruito da Abdhurrahman El-Gubari e Lala Çandarlızade Halil Bey. Fu governatore di Çorum fra il 1558 e il 1559.
- Şehzade Osman (1545, Karaman - fra il 1553 e il 1560). Governatore di Karahişâr-ı Şarkî e Canik.
- Şehzade Abdüllah (1548, Karaman, - 25 settembre 1561, Qazvin, sepolto nel mausoleo di Melik-i Acem, Sivas).
- Şehzade Mahmud (1552, Karaman, - 25 settembre 1561, Qazvin, sepolto nel mausoleo di Melik-i Acem, Sivas). Governatore di Canik.
- Şehzade Mehmed (1558, Amasya - 25 settembre 1561, Qazvin).
- Şehzade Murad (1559, Amasya - luglio 1561, Bursa, sepolto nel complesso Muradiye, Bursa).
- Şehzade Süleyman (1561, Amasya - ottobre 1561, Bursa). Ancora neonato, venne giustiziato per ordine del nonno Solimano.

### Figlie
Bayezid aveva almeno quattro figlie: 
- Mihrimah Sultan (Karaman, 1547 -  Lûristân, 1602). Nel 1562 sposò Müzaffer Pasha (morto nel 1593), governatore di Bagdad, Şehr-i Zor, Kıbrıs, Lûristân. Ebbe due figli e una figlia: Sultanzade Mehmed Bey, Sultanzade Murad Bey e Hatice Hanımsultan.
- Hatice Sultan (Karaman, 1550 - Küthaya, 1576).
- Ayşe Sultan (Karaman, 1553 - settembre 1601). Sposò prima Eretnaoglu Koca Ali Pasha nel 1568 ed ebbe un figlio, Sultanzade Mehmed Bey (nato nel 1572), in seguito sposò Gazanfer Pasha e ebbe un figlio, Sultanzade Osman Bey (morto nell'ottobre 1584).
- Hanzade Sultan (Kütahya, 1556 - dopo il 1561)